# Taça Intercontinental de Hóquei em Patins Feminino
A Taça Intercontinental de Hóquei em Patins Feminino é uma competição internacional de clubes de Hóquei em Patins feminino disputada por equipas europeias e pan-americanas É organizada pela World Skate. As equipas pan-americanas podem-se reforçar com 2 jogadoras especificamente para esta competição.
A primeira e única edição oficial foi realizada em 2018. A competição foi disputada num formato de Final Four pelas campeãs europeias e vice-campeãs europeias e pelas campeãs pan-americanas e vice-campeãs pan-americanas. As campeãs europeias defrontaram as vice-campeãs pan-americanas e as vice-campeãs europeias defrontaram as campeãs pan-americanas. As vencedores destes dois jogos encontraram-se na final.

## Histórico
| Edição | Ano  | Campeão               | Resultado | Vice-campeão             |
| ------ | ---- | --------------------- | --------- | ------------------------ |
| 1ª     | 2018 | Concepción Patín Club | 4-2       | Club Patín Gijón Solimar |

## Estatísticas

### Vitórias por equipa
| Clube                    | Campeão  | Vice-campeão | Presenças |
| ------------------------ | -------- | ------------ | --------- |
| Concepción Patín Club    | 1 (2018) | 0            | 1         |
| Club Patín Gijón Solimar | 0        | 1 (2018)     | 1         |

### Vitórias por país
| País      | Títulos | Vice-campeonatos |
| --------- | ------- | ---------------- |
| Argentina | 1       | 0                |
| Espanha   | 0       | 1                |